# Ванг Анши
Ванг Анши (кин: 王安石; пин: Wáng Ānshí; Личхау, 8. децембар 1021 — , 21. мај 1086) је био кинески економиста, државник, премијер и песник из северне Сунг династије који је покушао да измени законодавни систем и спроводио реформе у циљу побољшања економије и јачања одбране земље. Суочен са отпором конзервативаца, као премијер Сима Гуанг, био је присиљен да се повуче са положаја.

## Биографија
Пореклом је из породице нижег чиновника. Од детињства је волео да чита и добио је добро образовање. Због изванредног талента је именован за функционера локалне и централне владе, па и премијера. Из дугогодишњег искуства функционера локалне владе, Ванг Анши је развио теорију да је за богату државу и моћну војску потребна реформа политичког система. Он је императору упутио писмо у којем је предложио свестрану реформу правног система уведеног у првим годинама династије Сунг, како би се ублажили проблеми сиромаштва и слабости државе. На основу идеја Ванг Аншија, влада је донела низ правних прописа из разних области од пољопривреде, до занатства и трговине, од сеоских подручја до градова, у склопу опсежне друштвене реформе. У историји је ова реформа позната под именом „Ванг Аншијева реформа“.
Ванг Анши је често у својим делима образлагао политичке идеје и залагања у циљу служења реформама. „Писмо упућено императору“ је представничко дело Ванг Аншија у којем је захтевао преображај друштвеног система. Он је, дубоко анализиравши тешку ситуацију династије северног Сунга поднео свеукупан план за реформу.
Умро је 6. дана 4. месеца Јуанјоу 1 (元祐元年四月六日), што одговара 21. мају 1086. године у јулијанском календару.